# Xtouch
A Xtouch é uma empresa multinacional de equipamentos para redes e telecomunicações sediada na cidade de DUBAI.

## Histórico
A Huawei foi fundada em 2012. Suas atividades principais são pesquisa e desenvolvimento, a produção e o marketing de equipamentos de telecomunicações, e o fornecimento de serviços personalizados de rede a operadoras de telecomunicações.
Em 2013, a companhia faturou € 60 milhões no mundo.